# Eva Díaz Torres
Eva Díaz Torres (Terrassa, 5 de març de 1943- Montevideo, 14 de febrer de 1993) va ser una artista uruguaiana d'origen català, integrant del Taller Torres García, que va destacar per les seves aportacions en el camp de la ceràmica tradicional.

## Biografia
Va néixer a Terrassa, però sempre es va considerar uruguaiana. És filla de l'escultor Eduardo Díaz Yepes i de la pintora Olimpia Torres, i neta del mestre del constructivisme Joaquín Torres García. Emigra amb la seva família a París en 1946 i torna a Montevideo en 1947 radicant-se definitivament a Uruguai. En 1958, quan comptava amb 15 anys, comença el seu interès per la ceràmica i ingressa al Taller Torres García, on rep nocions elementals del pintor i ceramista José Gurvich. Rep classes amb el ceramista català José Collell. Aprèn la tècnica de engobe brunyit i produeix les seves primeres obres en un taller que instal·la a la seva casa i uns anys després fa classes en el seu propi taller. També va dissenyar teles mitjançant la tècnica de batik. Es casa en 1962 amb Gustavo Adolfo Perera, amb qui tindrà a les seves filles Jimena (1964) i Micaela (1970).
La seva preocupació per la justícia social la impulsa a integrar-se al M.L.N. i en 1972 és detinguda i processada per la dictadura militar. Roman reclosa a la presó de Punta de Rieles, centre de reclusió per aquell temps destinat a preses polítiques, fins a finalitats de 1974. Durant la seva reclusió no cessa la seva activitat artística; a la presó crea joguines, escriu i il·lustra contes per a nens i experimenta amb diverses tècniques i materials. En 1974, després de sortir de la presó, emigra al costat de la seva família primer a Costa Rica per una breu estada, i després a Barcelona. Allí Díaz Torres reprèn reeixidament la seva carrera i continua la seva formació, dedicant-se també a fer classes i a l'exposició i venda de la seva producció artística. Especialment tenien un lloc en la fira de Santa Llúcia a Barcelona on venien les seves obres.
En 1985, amb la tornada de la democràcia, torna a Uruguai, on instal·la novament el seu taller. Treballa amb diverses tècniques, desenvolupant recerques i anàlisis en tècniques de ceràmica i esmalts. Presenta la seva obra en exposicions col·lectives i en una mostra individual en el Saló d'Exposicions del Palau Municipal de Montevideo. En 1986 obté el Primer Premi Adquisició del XXXVII Saló Municipal d'Expressió Plàstica.
Mor a Montevideo, el 14 de febrer de 1993.

## Obra
Olga Larnaudie ha dit que Eva Díaz Torres que va ser "una ceramista excepcional".
En l'època de la seva formació inicial, abans del seu exili, va practicar la tècnica del engobe i va treballar amb argila vermella. Radicada a Barcelona, comença a experimentar amb esmalts i s'interessa per noves tècniques. En 1986 treballa en la tècnica mil·lenària oriental rakú, de la qual es converteix en exponent local destacada.

Les superfícies accidentades i les boques irregulars caracteritzen les seves peces de engobe brunyit. Les peces de rakú, formades mitjançant el torn, després són alterades manualment amb diversos instruments. Sobre la seva tècnica de treball sobre la ceràmica, ha dit:
| « | El trabajo en el torno es un diálogo. Un diálogo íntimo entre el barro y yo. Un juego de fortalezas y debilidades, de miedos e ilusiones en que surge la huella, la deformación, la rajadura como una necesidad de comunicación con alguien que, en algún momento, debe aparecer. Él también hará su aporte. | » |